# يوساكو ويوشيما
يوساكو ويوشيما (باليابانية: 豊嶋 邑作) (6 يوليو 1991 في تسوكوبا-ميراي في اليابان – )؛ هو لاعب كرة قدم ياباني سابق كان يلعب كلاعب وسط.

## وصلات خارجية
- يوساكو ويوشيما على موقع رابطة كرة القدم اليابانية للمحترفين (اليابانية)
- يوساكو ويوشيما على موقع قاعدة بيانات كرة القدم.إي يو (الإنجليزية)
- يوساكو ويوشيما على موقع Soccerway.com (الإنجليزية)
- يوساكو ويوشيما على موقع عالم كرة القدم.نت (الإنجليزية)